# Rybářská bašta (altán)
Rybářská bašta je otevřený altán na břehu rybníka Linhart v lázeňských lesích Karlových Varů. Veřejně zpřístupněn byl v roce 2003.

## Historie
Altán byl veřejnosti představen v roce 2003, kdy se zde konala slavnost na počest poslední Páralpárty. Zástupci organizace Lázeňské lesy spolu s hejtmanem a šéfredaktorkou měsíčníku Promenáda předali spisovateli Vladimíru Páralovi cenu Findlaterův obelisk za jeho dlouhodobý přínos k obnově vyhlídek, altánů a jiných objektů v okolí města Karlovy Vary.

## Popis
Prostorný otevřený altán s vyhlídkou na chovný rybník jménem Linhart, někdy uváděn též jako svatý Linhart, slouží ke společenským událostem při výlovech, ale i jako odpočinkový přístřešek ve volné přírodě. Jeho konečná podoba vznikala postupně. Základní návrh podal lesník organizace Lázeňské lesy Karlovy Vary Ivan Janoušek a dotvořili jej Otakar Kulhánek, Miroslav Straka a Lubor Skokánek. Později byla rozšířena plocha verandy. K celkové rekonstrukci došlo v roce 2015 a tehdy získal altán svoji současnou podobu (2019).
Objekt je celoročně volně přístupný.